# Auguste Lustig
Pour les articles homonymes, voir Lustig.

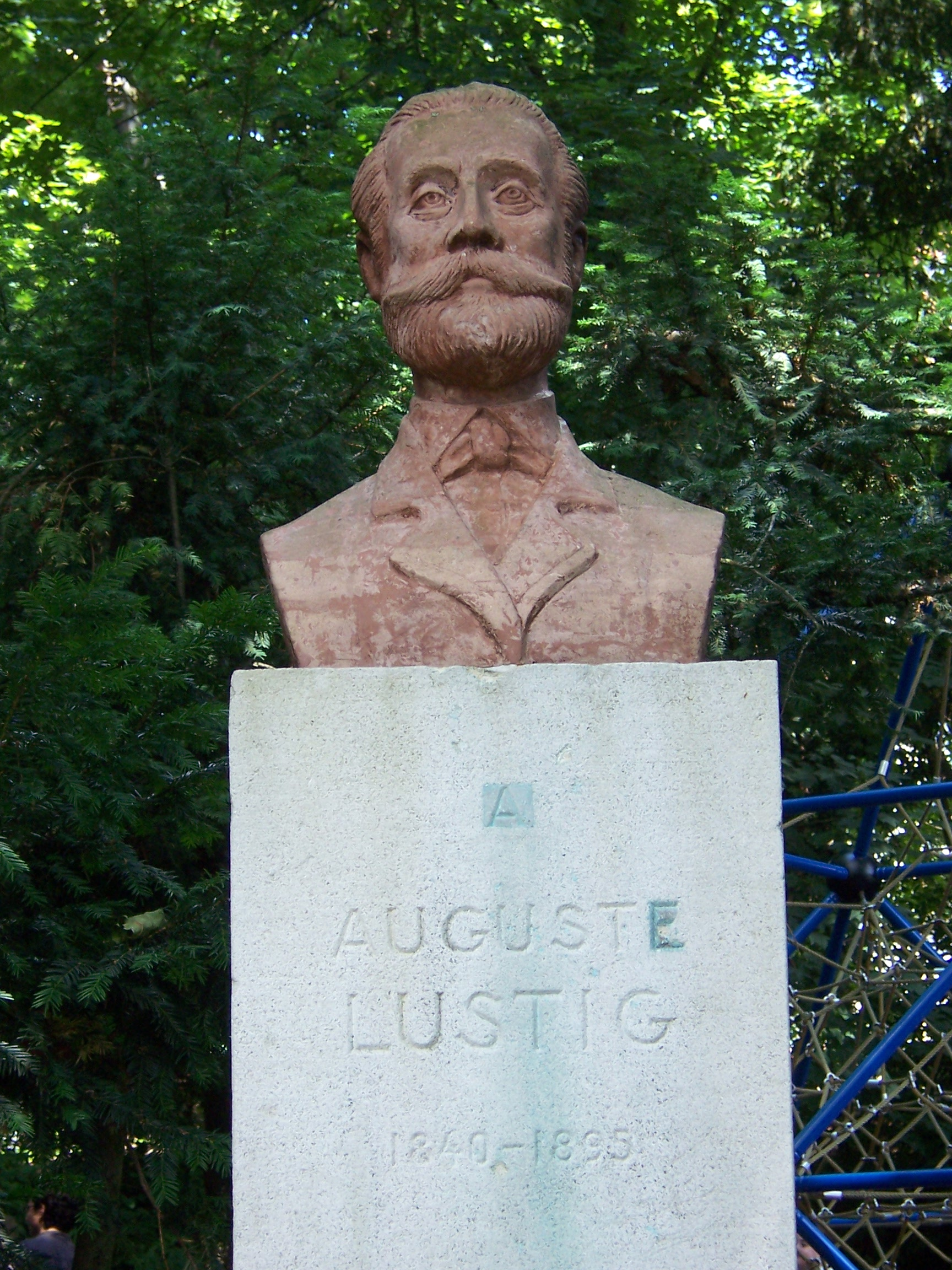
Statue dans le square Steinbach à Mulhouse

Auguste Lustig, né le 4 novembre 1840 à Hartmannswiller, mort le 2 janvier 1895, était un poète et un écrivain de pièces de théâtre en langue alsacienne.

## Jeunesse
Son père, Nicolas Lustig, était un tisserand. Sa mère s'appelait Anne Marie Brayer.
En 1844, alors qu'Auguste Lustig est âgé de quatre ans, sa famille s'installe à Mulhouse. À l'âge de douze ans, Auguste Lustig commence à travailler dans l'entreprise Thierry Mieg & Cie comme apprenti. Le moment venu, il fait son service militaire dans le 3e Régiment de Lanciers. Par chance, il a la possibilité de passer son service dans la musique, car la vie militaire ne lui convient guère. C'est un artiste, plus porté vers la musique, la poésie, l'amour de la nature...

## Vie à Mulhouse

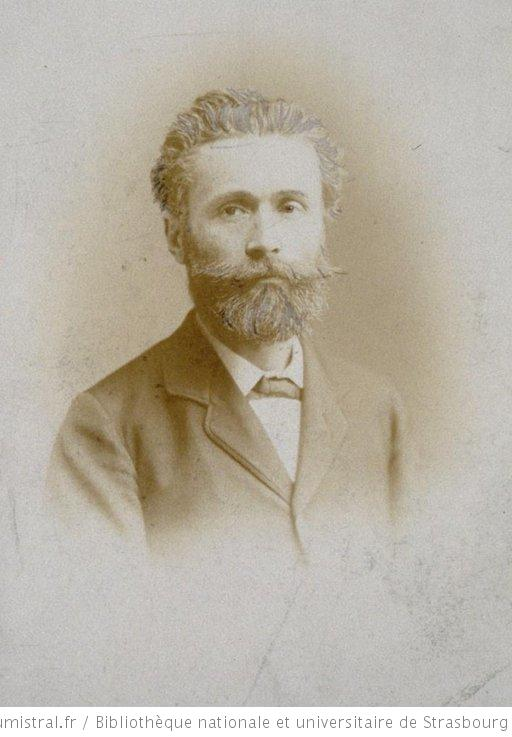
Photo prise par Kohler-Dietz

Après sept ans de service militaire, il rentre enfin à Mulhouse. Il commence alors à écrire des poèmes en français et en allemand.
Il exerce le métier de retoucheur chez le photographe mulhousien Kohler-Dietz. À 27 ans, il épouse Sophie Émilie Thys ; de leur union naît une fille. La famille habite dans la Cité (un quartier ouvrier de Mulhouse), Auguste Lustig y mène une vie tranquille avec sa femme et sa fille. Ses poésies sont pleines d'humour, pourtant c'est un homme plutôt effacé et discret, qui mène la vie d'un modeste travailleur, trouvant son bonheur auprès de sa famille et lors de promenades dans la nature. Il est tourmenté par des problèmes de santé : il a de l'asthme, malgré les soins, la maladie l'affaiblit progressivement. 

## Le poète et l'écrivain de pièces de théâtre
En 1870, l'Alsace devient allemande. En lui, comme pour beaucoup d'Alsaciens à cette époque, s'éveille le sentiment d'identité alsacienne. Dès lors, il écrira des poèmes en alsacien.
En 1875, à l'âge de 35 ans, il publie un livre en dialecte mulhousien : Luschtige Milhüserditsche Vars (« Vers amusants en alsacien de Mulhouse »). Puis trois autres livres de poésies sont publiés.
En 1879, au Cercle Mulhousien, un théâtre de la Cité à l'époque, est jouée sa première pièce de théâtre : Drei schwarze Liebschafte (« Trois relations amoureuses noires »), elle a beaucoup de succès.
En tout, Auguste Lustig écrit 25 pièces de théâtre en alsacien.

## Fin de sa vie

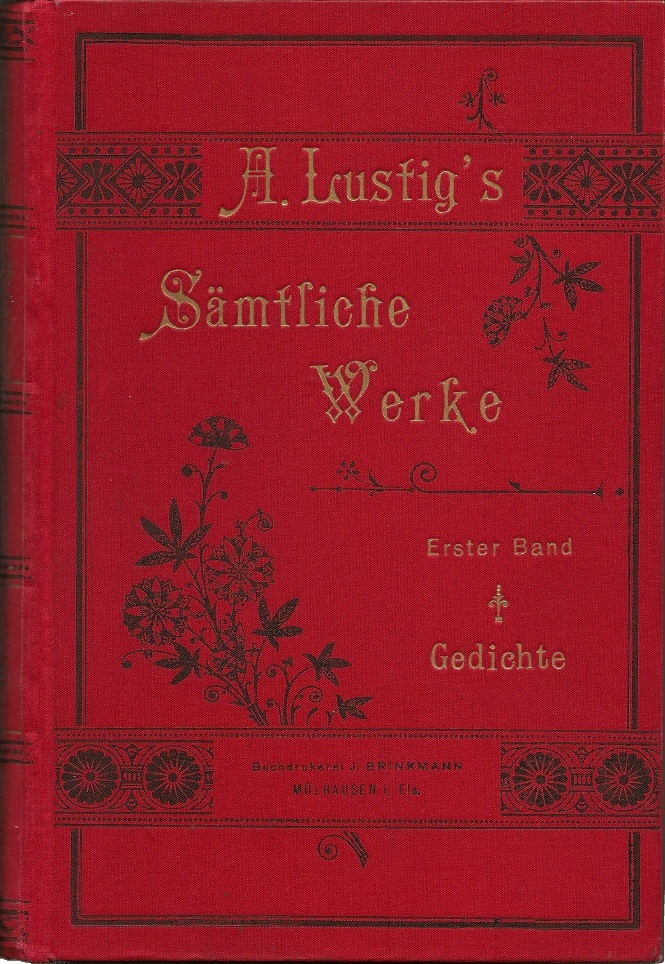
Œuvres complètes - Premier tome

En 1889, il est très affecté par une grippe. Affaibli et épuisé, il doit arrêter de travailler. Il décède le 2 janvier 1895 ; pour lui, c'est une délivrance.
Un groupe de ses amis réédite ses œuvres complètes dans un tirage de luxe. En 1896 sont édités deux livres, aux éditions J. Brinkmann à Mulhouse :
A. Lustig's sämtliche Werke (Œuvres complètes d'A. Lustig)
- Erster Band - Gedichte (Premier tome - Poésies)
- Zweiter Band - Theater (Second tome - Théâtre)

Par la suite, ils seront réédités à plusieurs reprises.

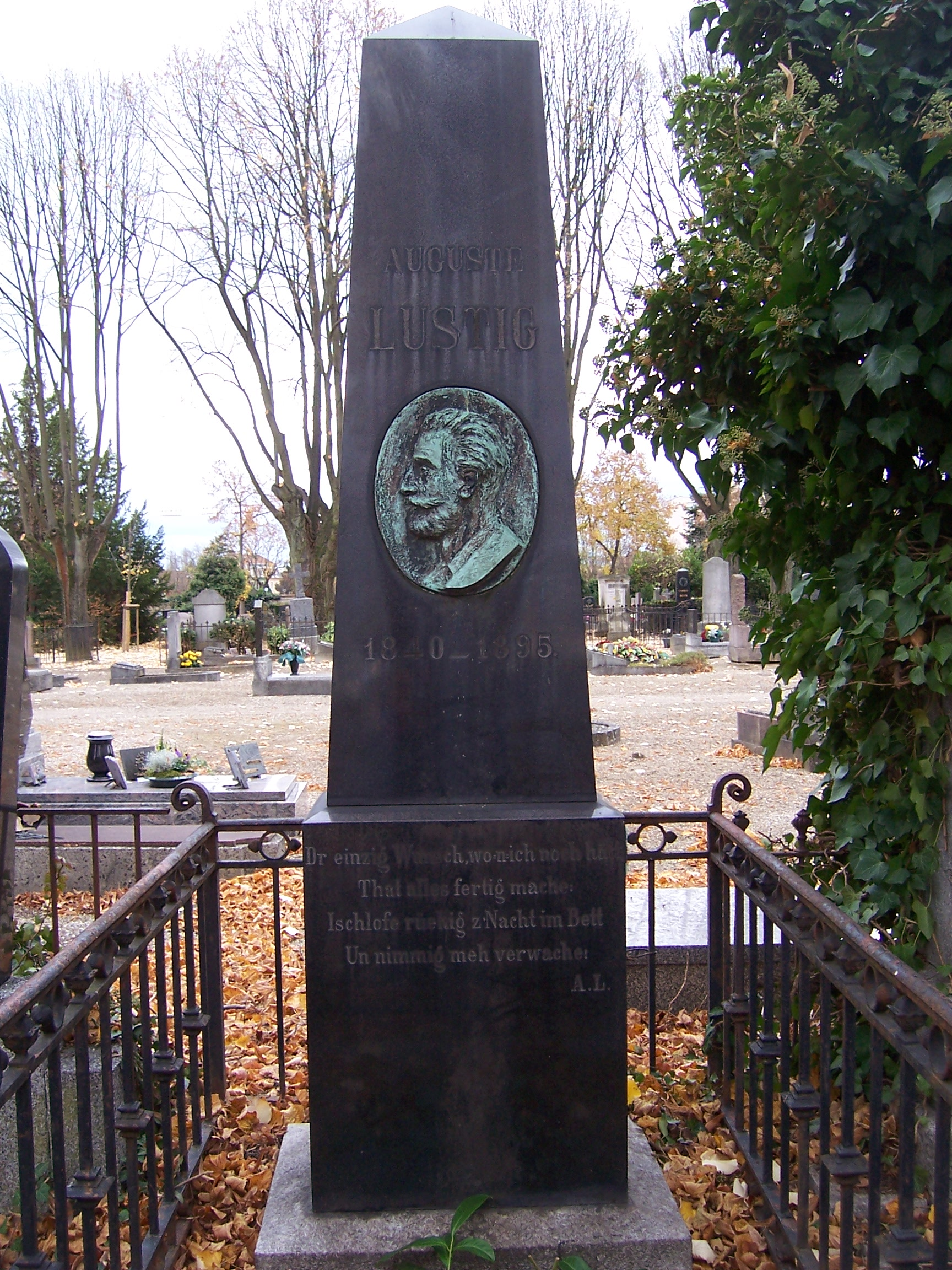
Tombe d'Auguste Lustig

Ses amis érigent aussi une stèle sur sa tombe, au cimetière de Mulhouse. Elle porte comme inscription une de ses poésies, où il décrit comme la vie lui est devenue pesante :
| Dr einzig Wunsch, wo-n-i noch hätt, Thàt alles ferig mache: Ischlofe rüehig z'Nacht im Bett Un nimmig meh verwache ! | Le seul vœu que j'aurais encore, Mettrait fin à tout : M'endormir tranquillement la nuit dans mon lit Et ne plus me réveiller ! |

Une rue de Mulhouse porte son nom, ainsi qu'une rue de son village natal, Hartmannswiller.

## Œuvres
- Lustige Milhüserditsche Vars 1875. Recueil de poésies en alsacien, après plusieurs essais infructueux en français ou en allemand
- Kurzwillige Gedichte 1876. Recueil de poésies
- Winter-Unterhaltunge 1877. Recueil de poésies
- Drei Schwarze Liebschafte 1879. Comédie en un acte en dialecte mulhousien avec chanson. Lequel des trois ramoneurs épousera t'elle ?
- Hans dich hat's 1879. Comédie en un acte en dialecte mulhousien avec chanson. Lui livrera t'on une épouse...ou une baignoire ?
- Im Gretele sine Künstler 1880. Comédie en un acte en dialecte mulhousien avec chanson. Le violoniste impécunieux perdra-t-il en même temps son logement et son amoureuse ?
- Milhüser Bilder 1880. Revue en six tableaux avec chanson.
- D'Milhüser in Paris 1880. Drame en un acte. Un pauvre peintre qui désespérait, bénéficie par hasard d'un coup de chance qui fournit la dot de sa fille.
- D'r Astronom 1883. Comédie en un acte en dialecte mulhousien avec chanson. Le prochain passage d'une certaine Vénus, chez l'Astronome, va-t-il déjouer les plans de son couple de serviteurs ?
- D'Tante Domino 1880. Comédie en un acte en dialecte mulhousien avec chanson. Un supposé nègre du Mississippi vient jouer aux dominos avec la Tante.
- Ne hiroth dur Extrapost 1882. Comédie en un acte en dialecte mulhousien avec chanson. Les annonces matrimoniales de l'Extrapost sont un peu trop efficaces
- D'hüslit vo dr Fraû Suppedunke 1883. Comédie en un acte en dialecte mulhousien avec chanson. Où comment un week-end au vert peut mettre en danger un couple
- Zwei Erfindunge 1884. Comédie en un acte en dialecte mulhousien avec chanson. Un orchestre se réunit, mais qui remplace le basson ?
- Im julie si G'heimniss 1885. Comédie en un acte en dialecte mulhousien avec chanson. Julie est mariée en secret
- Ne Scandal 1885. Comédie en un acte en dialecte mulhousien avec chanson. La pièce n'aura pas lieu, à moins que le spectacle ne soit dans la salle ?
- Vor un no dr Hoczit 1885. Comédie en deux actes en dialecte mulhousien avec chanson. Les bêtises d'un ancien commis d'épicier, autrefois. Mais il réussira, aujourd'hui à sauver son ancien patron de la faillite.
- In dr Falle 1885. Comédie en un acte en dialecte mulhousien avec chanson. La jolie modiste accepterait-elle de jouer le rôle d'une épouse ?
- Bi de wilde 1886. Comédie en un acte en dialecte mulhousien avec chanson. Que sont devenus sa fille et son amant, naufragés seuls dans une île ?
- D'G'Sellschatfere 1887. Comédie en un acte en dialecte mulhousien avec chanson. Les conséquences d'un bal masqué.
- D'Singstund 1887. Comédie en un acte en dialecte mulhousien avec chanson. Elle est musicienne. L'un chanteur, l'autre pianiste. Lequel choisir ?
- Dr Chinesefranz 1892. Comédie en un acte en dialecte mulhousien avec chanson. Les conséquences d'un bal masqué.
- Drizehne 1892. Comédie en un acte en dialecte mulhousien avec chanson. Treize à table...
- Ne Jumpfere wo nitt hirothe will 1895. Comédie en un acte en dialecte mulhousien avec chanson. Elle veut rester célibataire...
- Dr Fechtmeister 1895. Comédie en un acte en dialecte mulhousien avec chanson. Un drôle de prétendant, maitre d'arme...^
- Babette mach's Fenster zue 1895. Comédie en un acte en dialecte mulhousien avec chanson. Le voisin pianiste est remplacé... par un voisin qui jour du cor !
- Dr Hochzitstag 1896. Monologue avec chanson. Les conséquences d'un bal masqué. Bientôt les douze coups de minuit vont sonner, le jeune marié va se retrouver seul avec la jeune mariée.
- S'Nacht am Zehne 1896. Saynète en vers. Un chahut la nuit.
- U'f Besuch bi dr Frau 1896. Pièce en un acte. Chassé-croisé
- Am letzte Maskeball 1896. Pièce en un acte en vers. Carnaval
- U'f Besuch bi dr Frau 1896. Pièce en un acte. Chassé-croisé